# Grand Prix Austrálie 1999
Grand Prix Austrálie (LXIV Qantas Australian Grand Prix) se v roce 1999 konala 7. března na okruhu v Melbourne.
- 57 kol x 5,302 km = 302,271 km
- 631. Grand Prix
- 1. vítězství Eddie Irvina
- 120. vítězství pro Ferrari

## Pořadí v cíli
| Pozice | Jezdec                | Vůz            | Čas              |
| ------ | --------------------- | -------------- | ---------------- |
| 1      | Eddie Irvine          | Ferrari F399   | 1:35:01.659      |
| 2      | Heinz-Harald Frentzen | Jordan 199     | á 0:01:026       |
| 3      | Ralf Schumacher       | Williams FW21  | á 0:07:012       |
| 4      | Giancarlo Fisichella  | Benetton B199  | á 0:33:418       |
| 5      | Rubens Barrichello    | Stewart SF3    | á 0:54:697       |
| 6      | Pedro de la Rosa      | Arrows FA20    | á 1:24:316       |
| 7      | Toranosuke Takagi     | Arrows FA20    | á 1:24:316       |
| 8      | Michael Schumacher    | Ferrari F399   | á 1 kolo         |
| Kolo   | Odstoupili            | -              | -                |
| 49     | Riccardo Zonta        | BAR 001        | Motor            |
| 43     | Luca Badoer           | Minardi M01    | Převodovka       |
| 29     | Alexander Wurz        | Benetton B199  | Suspenzor        |
| 28     | Pedro Diniz           | Sauber C18     | Rozvody          |
| 26     | Marc Gené             | Minardi M01    | Kolize           |
| 26     | Jarno Trulli          | Prost AP02     | Kolize           |
| 23     | Olivier Panis         | Prost AP02     | Matice kola      |
| 22     | Mika Häkkinen         | McLaren MP4/14 | Škrticí klapka   |
| 21     | Alessandro Zanardi    | Williams FW21  | Mimo trať        |
| 14     | David Coulthard       | McLaren MP4/14 | Hydraulika       |
| 14     | Jacques Villeneuve    | BAR 001        | Křídlo           |
| 1      | Damon Hill            | Jordan 199     | Kolize s Trullim |
| 0      | Jean Alesi            | Sauber C18     | Převodovka       |
| 0      | Johnny Herbert        | Stewart SF3    | Motor            |

## Nejrychlejší kolo
- Michael Schumacher Ferrari 1'32112

## Vedení v závodě
- 1-17 kolo Mika Häkkinen
- 18-57 kolo Eddie Irvine

## Safety car na trati
- 16-17 kolo havárie Villeneuvea
- 23-25 kolo havarie Zanardiho

## Postavení na startu
- zeleně – po problémech v zahřívacím kole startovali z konce startovního pole
- červeně- startoval z boxu

| 1. řada  | 1                                      | 2                                   |
|          | Mika Häkkinen McLaren 1'30.462         | David Coulthard McLaren 1'30.946    |
| 2. řada  | 3                                      | 4                                   |
|          | Michael Schumacher Ferrari 1'31.781    | Rubens Barrichello Stewart 1'32.148 |
| 3. řada  | 5                                      | 6                                   |
|          | Heinz-Harald Frentzen Jordan 1'32.276  | Eddie Irvine Ferrari 1'32.289       |
| 4. řada  | 7                                      | 8                                   |
|          | Giancarlo Fisichella Benetton 1'32.540 | Ralf Schumacher Williams 1'32.691   |
| 5. řada  | 9                                      | 10                                  |
|          | Damon Hill Jordan 1'32.540             | Alexander Wurz Benetton 1'32.971    |
| 6. řada  | 11                                     | 12                                  |
|          | Jacques Villeneuve BAR 1'32.888        | Jarno Trulli Prost 1'32.971         |
| 7. řada  | 13                                     | 14                                  |
|          | Johnny Herbert Stewart 1'32.991        | Pedro Diniz Sauber 1'33.374         |
| 8. řada  | 15                                     | 16                                  |
|          | Alessandro Zanardi Williams 1'33.549   | Jean Alesi Sauber 1'33.910          |
| 9. řada  | 17                                     | 18                                  |
|          | Toranosuke Takagi Arrows 1'34.182      | Pedro de la Rosa Arrows 1'34.244    |
| 10. řada | 19                                     | 20                                  |
|          | Riccardo Zonta BAR 1'34.412            | Olivier Panis Prost 1'35.068        |
| 11. řada | 21                                     | 22                                  |
|          | Luca Badoer Minardi 1'35.316           | Marc Gené Minardi 1'37.013          |
| -------- | -------------------------------------- | ----------------------------------- |

## Zajímavosti
- Poprvé ve Formuli 1 se představili Marc Gene, Pedro de la Rosa, Riccardo Zonta
- Poprvé jsme viděli i novou techniku vůz BAR a motory Supertec
- Stáje představily nové modely Arrows A20, BAR 01, Benetton B199, Ferrari F399, Jordan 199, McLaren MP4/14, Minardi M01, Prost AP02, Sauber C18, Stewart SF3 a Williams FW21.
- Pro vůz se startovním číslem 1 znamenala GP Austrálie 75. Pole position
- Vůz se startovním číslem 4 to bylo 20. vítězství
- Alexander Wurz startoval v 20 GP
- Pneumatiky Bridgestone zaznamenaly 10. vítězství
- David Coulthard startoval v 75 GP
- Jacques Villeneuve startoval v 50 GP

| Pole position  | Vítězství          | Nejrychlejší kolo  |
| Finsko         | Spojené království | Německo            |
| Mika Häkkinen  | Eddie Irvine       | Michael Schumacher |
| McLaren MP4/14 | Ferrari F399       | Ferrari F399       |
| 1'30.462       | 1:35'01.659        | 1'32.112           |
| 211.037 km/h   | 190.852 km/h       | 207.256 km/h       |
| -------------- | ------------------ | ------------------ |

## Stav MS
- Zelená - vzestup
- Červená - pokles

| * | Jezdec                | Body |
| - | --------------------- | ---- |
| 1 | Eddie Irvine          | 10   |
| 2 | Heinz-Harald Frentzen | 6    |
| 3 | Ralf Schumacher       | 4    |
| 4 | Giancarlo Fisichella  | 3    |
| 5 | Rubens Barrichello    | 2    |
| 6 | Pedro de la Rosa      | 1    |

| * | Vozy     | Body |
| - | -------- | ---- |
| 1 | Ferrari  | 10   |
| 2 | Jordan   | 6    |
| 3 | Williams | 4    |
| 4 | Benetton | 3    |
| 5 | Stewart  | 2    |
| 6 | Arrows   | 1    |

| * | Jezdec         | Body |
| - | -------------- | ---- |
| 1 | Německo        | 10   |
| 2 | Velká Británie | 10   |
| 3 | Itálie         | 3    |
| 4 | Brazílie       | 2    |
| 5 | Španělsko      | 1    |